# Dimos Penteli
Dimos Penteli (Penteli) är en kommun i Grekland.   Den ligger i prefekturen Nomarchía Athínas och regionen Attika, i den sydöstra delen av landet, 18 km nordost om huvudstaden Aten. Antalet invånare är 34 934.